# Hanna Batatu
Hanna (John) Batatu (in arabo حنّا بطاطو‎?, Ḥannā Baṭāṭū); Gerusalemme, 1926 – Winsted, 24 giugno 2000) è stato uno storico palestinese naturalizzato statunitense, di orientamento storiografico marxista, specialista di storia dell'Iraq e del moderno Mashriq.
Il suo lavoro sull'Iraq è diffusamente considerato uno dei migliori contributi alla conoscenze e alla comprensione della storia dell'Iraq contemporaneo.

## Biografia
Nato a Gerusalemme nel 1926, Hanna Batatu emigrò negli Stati Uniti nel 1948, l'anno della Nakba (Catastrofe), vale a dire l'anno della sconfitta arabo-palestinese con gli ebrei locali e recentemente emigrati dall'Occidente che avevano autonomamente proclamato la nascita dello Stato d'Israele al termine del Mandato britannico della Palestina nel 1948 (la cosiddetta guerra arabo-israeliana del 1948). Dal 1951 al 1953 studiò nella cattolica Georgetown University (Edmund A. Walsh School of Foreign Service) e successivamente conseguì un dottorato in Scienze Politiche nella Harvard University nel 1960, con una dissertazione intitolata  The Shaykh and the Peasant in Iraq, 1917-1958. Dal 1962 al 1982 insegnò nella Università Americana di Beirut e, dal 1982 al suo pensionamento nel 1994, nella Georgetown University di Washington.
Batatu cominciò a studiare storia irachena dagli anni cinquanta, interessandosi particolarmente ai movimenti rivoluzionari che allora erano marcatamente presenti in quel Paese, e specialmente al Partito comunista iracheno. Dalla fine degli anni Cinquanta fu diverse volte in Iraq e si dice che fosse ai buoni rapporti con l'allora Presidente della Repubblica irachena, il generale Abd al-Karim Qasim, che poté agevolmente intervistare i prigionieri comunisti e consultare la documentazione riservata riguardante l'età precedente alla rivoluzione repubblicana del 1958. Gli sarebbe stato consentito l'accesso agli archivi dei servizi segreti che riguardavano diversi periodi della storia irachena post-ottomana, fino a dopo gli anni settanta: cosa che sfruttò per il suo magistrale studio, pubblicato a Princeton nel 1978, intitolato The Old Social Classes and New Revolutionary Movements of Iraq. Batatu ha anche dato alle stampe un ottimo lavoro sulla Siria: Syria's Peasantry, the Descendants of Its Lesser Rural Notables, and Their Politics (pubblicato nel 1999). Batatu morì a Winsted, Connecticut, nel 2000.